# Panaghiurski Kolonii, Pazardjik
Panaghiurski Kolonii (în bulgară Панагюрски Колонии) este un sat în comuna Panaghiuriște, regiunea Pazardjik,  Bulgaria. 

## Demografie
Componența etnică a satului Panaghiurski Kolonii
     Romi (5,53%)
     Turci (1,3%)
     Bulgari (85,99%)
     Nicio identificare (7,16%)
La recensământul din 2011, populația satului Panaghiurski Kolonii era de 307 locuitori. Din punct de vedere etnic, majoritatea locuitorilor (85,99%) erau bulgari, existând și minorități de romi (5,53%) și turci (1,3%). Pentru 7,16% din locuitori nu este cunoscută apartenența etnică.